# Mouvement étudiant au Royaume-Uni de 2010
 (mars 2016).
Si vous disposez d'ouvrages ou d'articles de référence ou si vous connaissez des sites web de qualité traitant du thème abordé ici, merci de compléter l'article en donnant les références utiles à sa vérifiabilité et en les liant à la section « Notes et références ».

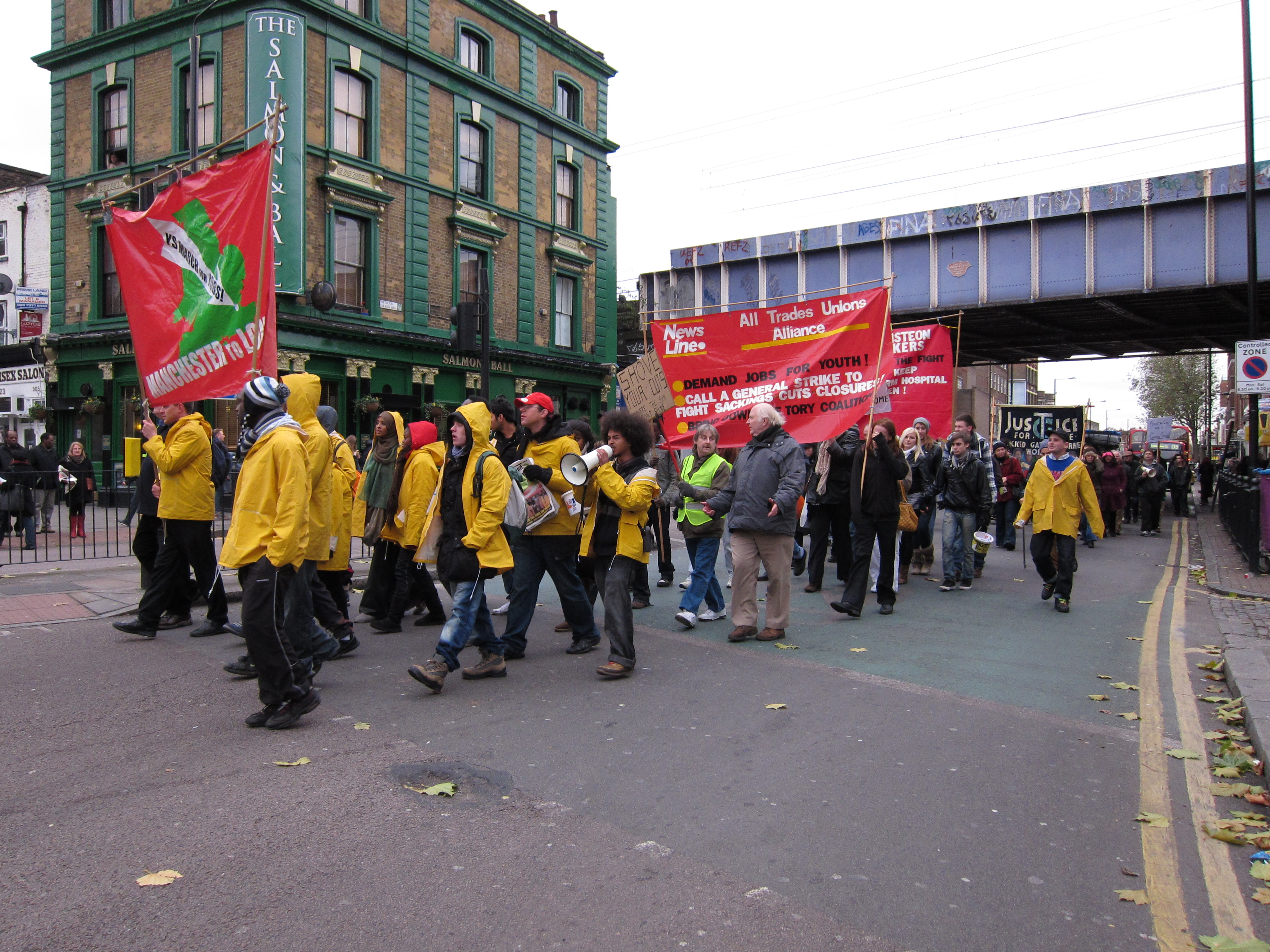
Un cortège de manifestants, près de Bethnal Green, le 21 novembre 2010.

Le mouvement étudiant anglais de 2010 est un mouvement étudiant qui a commencé le 10 novembre et ayant engendré des manifestations, pour protester contre l'augmentation du prix des études supérieures au Royaume-Uni.